# Кризис индустрии компьютерных игр 1983 года
Кризис индустрии компьютерных игр 1983 года (известен в Японии как «Atari-шок») — масштабная рецессия в индустрии компьютерных игр, происходившая с 1983 по 1985 год, в основном в США. Кризис был связан с несколькими факторами, включая насыщение рынка большим числом игровых приставок и игр, а также смещение интереса от приставок к персональным компьютерам. Прибыль индустрии, достигавшая пиковых значений в 3,2 млрд долларов США в 1983 году, упала до приблизительно 100 млн долларов в 1985 году (то есть падение составило почти 97 %). Кризис резко прервал в Северной Америке то, что ретроспективно называют вторым поколением игровых систем.
Кризис, продолжавшийся два года, потряс в то время развивавшуюся стремительными темпами индустрию и вызвал банкротство нескольких региональных компаний, производивших домашние компьютеры и игровые приставки. Аналитики того времени высказывали сомнения относительно долгосрочных перспектив существования игровых приставок и программного обеспечения для них.
Индустрия компьютерных консольных игр в Северной Америке восстановилась в течение нескольких лет, в основном благодаря широкому распространению приставки Nintendo Entertainment System (NES) в 1986 году. Nintendo использовала название NES для своей приставки Famicom, выпущенной в 1983 году на западных рынках, в целях дистанцирования от ошибок, вызвавших кризис 1983 года, и стигматизации, которой в то время подвергались компьютерные игры.

## Причины и факторы

### Насыщение рынка приставок

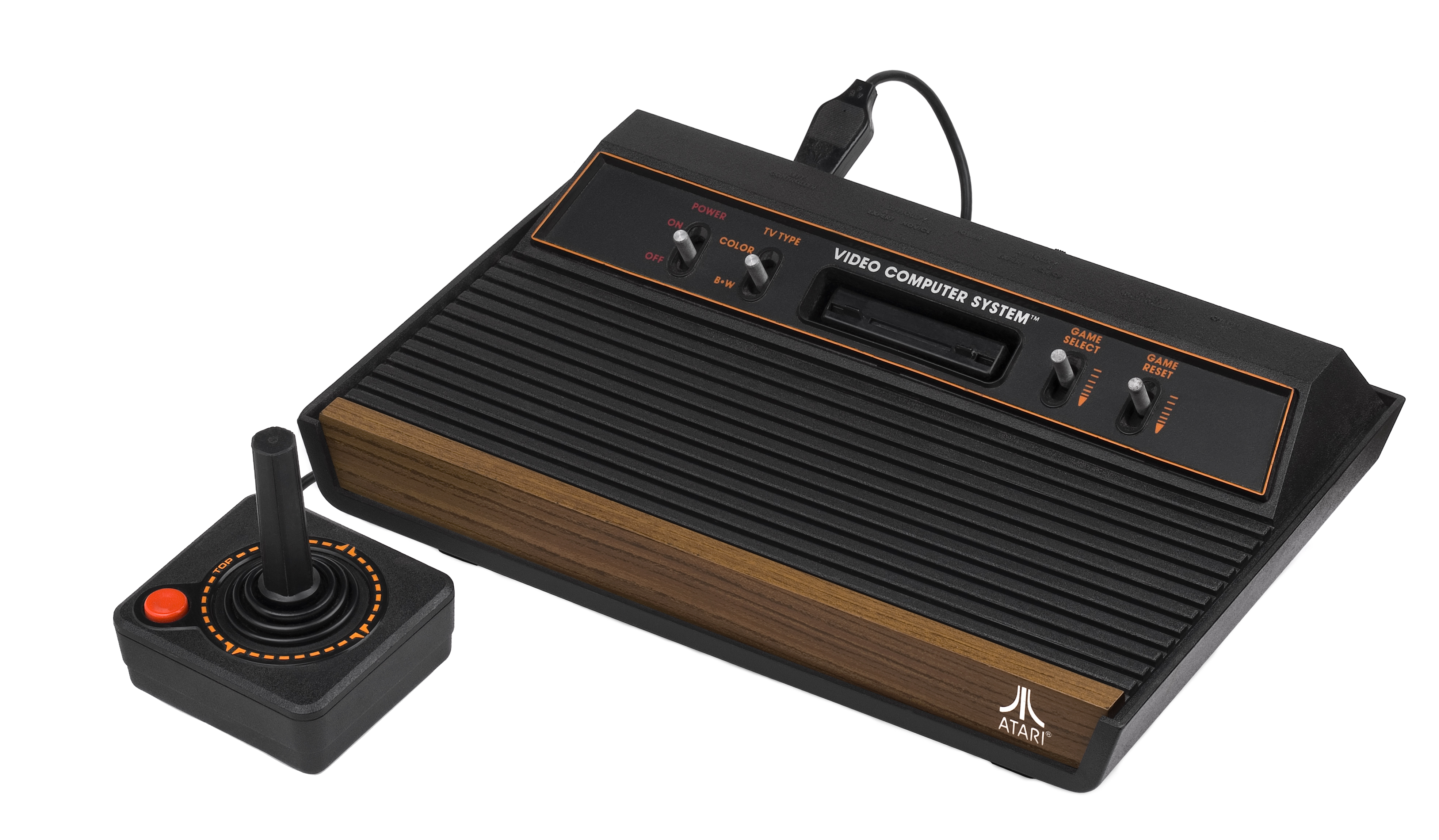
Atari 2600, самая популярная игровая приставка до кризиса

Приставка Atari Video Computer System (переименованная в Atari 2600 в конце 1982 года) не была первой домашней игровой системой со сменными картриджами, но в начале 1980-х годов с большим отрывом стала самой популярной приставкой второго поколения игровых систем. Atari VCS, выпущенная в 1977 году незадолго до кризиса рынка клонов домашних Pong-систем, в первые годы продавалась умеренными темпами. В 1980 году Atari выпустила лицензированную Taito версию игры Space Invaders, которая для Atari VCS стала так называемым killer application (с англ. — «убийственное приложение»). Продажи Atari VCS выросли в четыре раза, а игра стала первой, распроданной в количестве более 1 млн экземпляров. Вслед за успехом Atari VCS последовал вывод на рынок других приставок — как от Atari, так и от других производителей: Magnavox Odyssey², Intellivision, ColecoVision, Atari 5200 и Vectrex. Coleco также поставляла периферийное устройство, позволявшее играть в игры для Atari 2600 на ColecoVision.
У каждой из новых приставок была уникальная библиотека игр, разработанных самим производителем, тогда как у Atari 2600 была огромная библиотека игр, созданных сторонними разработчиками. В 1982 году аналитики отмечали признаки насыщения, указывая на то, что из всего обилия нового программного обеспечения стать хитами могут лишь единицы, на то, что продавцы отводят слишком много места в магазинах для игровых систем, а также на то, что снижение цен на домашние компьютеры может означать встряску для индустрии.
Кроме того, быстрый рост индустрии компьютерных игр привел к увеличению спроса на игры, который производители сильно переоценивали. В исследовании для Goldman Sachs отмечалось, что в 1983 году спрос на компьютерные игры вырос на 100 % по сравнению с 1982 годом, однако производители оценивали рост спроса в 175 %, что привело к созданию избытков на рынке. Рэймонд Кассар (англ. Raymond Kassar), CEO Atari, в 1982 году признал, что в индустрии должна наступить точка насыщения, но он не предполагал, что это произойдет раньше, чем примерно половина американских домохозяйств обзаведется игровыми приставками. Кризис начался, когда было продано примерно 15 млн машин, что меньше данного прогноза.

### Утрата издательского контроля
До 1979 года не существовало сторонних разработчиков компьютерных игр: производители приставок типа Atari создавали собственные игры для своих систем. В 1979 году эта ситуация изменилась в результате появления компании Activision. Последняя основана четырьмя программистами из Atari, которые покинули компанию из-за того, что она не позволяла упоминать имена разработчиков в играх, а также отказывалась платить им отчисления от продаж. В то время Atari была дочерней компанией Warner Communications, и разработчики ощущали, что они должны получать то же признание, что музыканты, режиссеры и артисты из других подразделений Warner. Четыре программиста, обладая хорошими знаниями приставки Atari VCS, были способны к разработке собственных игр и созданию производства картриджей. Вскоре после того как Activision вошла в бизнес, Atari подала на нее в суд с целью прекращения продаж продукции Activision, но не смогла добиться запретительного приказа и, в конечном итоге, заключила с Activision мировое соглашение, по которому последняя согласилась платить отчисления с продаж в пользу Atari, тем самым легализуя модель сторонней разработки. Игры от Activision были столь же популярны, что и игры от Atari. Например, продажи игры Pitfall! в 1982 году составили более 4 млн экземпляров.
До 1982 года лишь несколько сторонних разработчиков, кроме Activision, создавали игры для Atari VCS. Среди них Imagic, Games by Apollo, Coleco, Parker Brothers, CBS Video Games и Mattel. К 1982 году успех Activision подтолкнул к тому же множество других компаний. Однако, основатель Activision Дэвид Крэйн (англ. David Crane) заметил, что некоторые из этих компаний были поддержаны венчурными капиталистами, пытавшимися сымитировать успех Activision не только в отношении Atari VCS, но и других систем, полагаясь в этом на неопытных программистов. Без того опыта, что был у Крэйна и его команды, многие из получившихся игр были низкого качества, которые Крэйн описал как «худшие игры, что вы можете представить». Компании переманивали одна у другой разработчиков и применяли обратную разработку для понимания способов создания игр для проприетарных систем. В частности, Atari пошла на то, чтобы нанять нескольких разработчиков из студии разработки Intellivision от Mattel. Это спровоцировало судебное разбирательство Mattel против Atari, в котором озвучивались подозрения в промышленном шпионаже.
Бурный рост индустрии сторонней разработки был очевиден на проводимом раз в полгода мероприятии Consumer Electronics Show (CES). Крэйн вспомнил, что в течение шести месяцев перед очередным CES количество сторонних разработчиков увеличилось с 3 до 30. На летнем CES в 1982 году было представлено 17 компаний, в том числе MCA и Fox Video Games, которые совместно анонсировали 90 новых игр для системы Atari. По оценкам, к 1983 году существовало около 100 компаний, пытавшихся закрепиться на рынке компьютерных игр, участвуя в CES. На сайте AtariAge приводятся свидетельства существования 158 компаний, разрабатывавших игры для Atari VCS. С июня по декабрь 1982 года количество картриджей увеличилось с 100 до 400.
Эксперты предсказывали перенасыщение рынка в 1983 году, причем, по прогнозам, лишь 10 % игр будут иметь 75 % продаж.
Журнал Byte констатировал в декабре: «В 1982 году лишь несколько игр открыли новые горизонты дизайна или формата… Если публике нравится какая-то идея, она выдаивается до последней капли, и вскоре на полках появляется множество разноцветных клонов. Это продолжается, пока публика не перестает покупать или не появляется что-то получше. Компании, поверившие в то, что микропроцессорные игры — это новый хула-хуп 1980-х, хотят играть только в „Быструю прибыль“ (англ. Quick Profit)». Билл Канкел сказал в январе 1983 года, что компании «лицензируют все, что движется, ходит, ползает и копает. Вы удивитесь, насколько слабо связаны компьютерная игра Marathon Man с фильмом „Марафонец“. Что вы собираетесь делать дальше? Представить корневой канал в виде компьютерной игры?» В сентябре 1983 года издание Phoenix заметило, что картриджи для Atari 2600 — «больше не растущая отрасль». Activision, Atari и Mattel располагали опытными программистами, однако ворвавшиеся на рынок молодые компании не имели ни опыта, ни таланта для создания качественных игр. Такие игры как Chase the Chuck Wagon в тематике собачьего корма от Ralston Purina, выполненная по образу Kaboom! игра Lost Luggage или игра о вращении тарелок Dishaster были примерами игр, сделанных в надежде воспользоваться бумом компьютерных игр, ставшие впоследствии неудачными как для продавцов, так и для потенциальных игроков.

### Утрата доверия потребителей
Вплоть до 1982 года Atari считалась доминирующей компанией в индустрии домашних компьютерных игр. Однако в 1982 году компания совершила несколько ошибок, которые вызвали утрату доверия к компании рынка и потребителей и, как следствие, ко всей индустрии компьютерных игр в целом.
Один из факторов был связан с тем, что Atari в то время отбирала игры для издания с учетом того, что она входила в состав Warner Communications, поэтому выбор был нацелен в первую очередь на бизнес-интересы, нежели на инновации. Многие из руководителей Atari имели степень МБА и старались не упустить любую возможность, которая могла дать преимущество над сторонними издателями игр. Ранее Atari имела успешный опыт с портированием лицензированных аркадных игр на Atari VCS, но компания продолжала искать другие потенциально прибыльные лицензии, с помощью которых компания могла бы выделяться среди прочих. В 1982 году были выпущены две игры, часто называемые основным вкладом в кризис. Они стали одними из факторов, способствовавшими утрате Atari доверия потребителей: Pac-Man и E.T. the Extra-Terrestrial. Порт аркадной игры Pac-Man на Atari VCS был выпущен в марте 1982 года и был принят с волной критики, при этом особенно плохой называлась графика. Несмотря на то, что некоторые продавцы отменили заказы, бо́льшая часть крупных продавцов продолжила реализацию игры. В 1982 году было продано 7 млн экземпляров игры. Тем не менее, проблемы с качеством повредили репутации бренда и привели к тому, что некоторые покупатели потребовали возврат. Игра E.T. the Extra-Terrestrial была поспешно разработана всего за шесть недель Говардом Скоттом Уоршоу по приказу руководства Atari из-за необходимости успеть к периоду предрождественских распродаж 1982 года вследствие покупки компанией соответствующих прав за 20−25 млн долларов. Atari ожидала, что продажи игры составят 4 млн экземпляров, но из-за низкого качества игры, вызванного ограниченным временем разработки, продажи быстро остановились. Сообщалось о том, что 3,5 млн картриджей были возвращены Atari.
Влияние, произведенное плохим качеством Pac-Man и E.T., привело к тому, что клиенты Atari стали с осторожностью относиться к запланированным продуктам компании, что привело к замедлению продаж в 1983 году. Atari предприняла попытки улучшить отношение к будущим портированным аркадным и лицензированным играм. Так, например, игра Ms. Pac-Man была более благодушно принята критиками. Однако все эти игры не смогли достичь показателей продаж до 1982 года.

### Конкуренция с домашними компьютерами

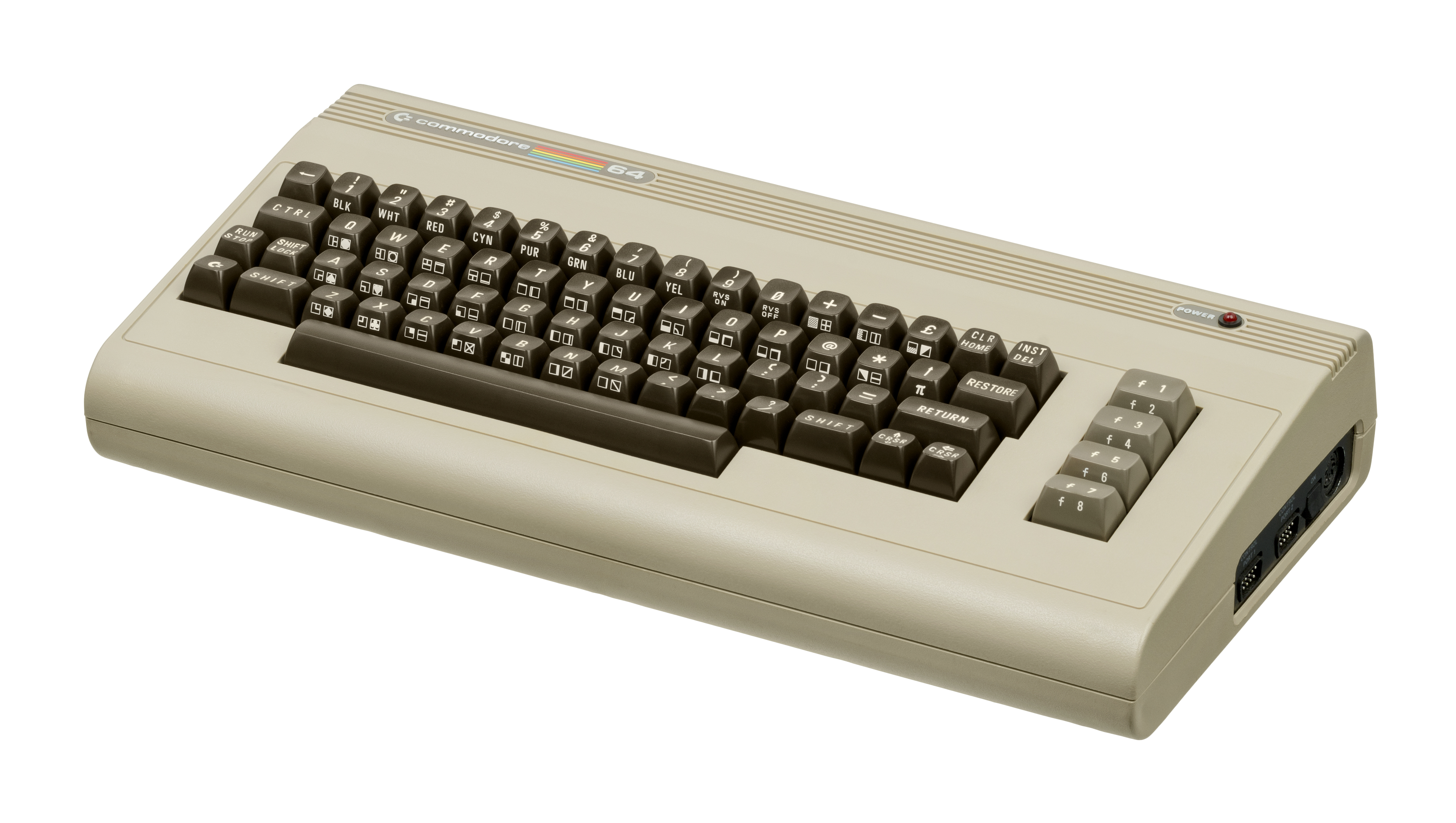
Компьютер Commodore 64 смог пережить кризис и впоследствии стал одним из бестселлеров своего времени

Впервые недорогие домашние компьютеры были представлены в 1977 году. К 1979 году Atari анонсировала компьютеры Atari 400 и Atari 800, предлагаемые по тем же ценам, что и номер модели, и построенные на основе набора микросхем, изначально предназначавшегося для игровой приставки. В 1981 году IBM выпустила персональный компьютер IBM 5150 по базовой цене в 1565 долларов (4401 доллар в ценах 2019 года), а компания Sinclair Research представила микрокомпьютер младшей модели ZX81 ценой в 70 фунтов (270 фунтов в ценах 2019 года). В 1982 году настольные компьютеры новой разработки обеспечивали лучшую цветную графику и звуковое сопровождение, нежели игровые приставки, поэтому продажи компьютеров испытывали взрывной рост. Компьютеры TI-99/4A и Atari 400 продавались по 349 долларов (925 долл. в ценах 2019), Tandy Color Computer продавался за 379 долл. (1004 долл. в ценах 2019), а компьютеры Commodore после снижения стоимости продавались по 199 долл. (527 долл. в ценах 2019) за VIC-20 и по 499 долл. (1322 долл. в ценах 2019) за Commodore 64.
Поскольку компьютеры обычно имели больше памяти и более производительные процессоры, нежели приставки, они позволяли запускать более сложные игры. Сборник рецензий на программное обеспечение для 8-битных компьютеров Atari, изданный в 1984 году, содержал описание игр на 197 страницах и других программ на 167. Домашние компьютеры также могли использоваться и в других задачах, например, как текстовый процессор или для ведения домашней бухгалтерии. Распространение игр на компьютерах было проще, поскольку игры могли продаваться на гибких дисках или магнитной ленте вместо картриджей с ПЗУ. Это открыло поле для деятельности «коттеджного производства» (форма производства, при которой исполнители работают из своих домов, обычно с неполной занятостью) сторонних разработчиков. Носители данных, имеющие возможность записи, сделали возможным введение сохранений в играх — полезной функции для все более сложных игр, что было недоступно игровым приставкам того времени.
В 1982 году ценовая война между Commodore и Texas Instruments привела к тому, что компьютеры стали такими же недорогими как и игровые приставки. После того как Commodore снизил цены на Commodore 64 до 300 долларов в июне 1983 года, некоторые продавцы начали его продавать всего за 199 долл. Дэн Гатмен, основавший в 1982 году журнал Video Games Player, в своей статье в 1987 году вспоминал, что в 1983 году «люди задавали себе вопрос: „зачем мне покупать игровую приставку, когда я могу купить компьютер, на котором можно не только играть, но и делать что-то другое?“» Газета The Boston Phoenix в сентябре 1983 года так написала об отмене Intellivision III: «Кто заплатит более 200 долларов за машину, на которой можно только играть?» Целью Commodore были пользователи игровых приставок. Актер Уильям Шетнер спрашивал в рекламе VIC-20: «Зачем покупать всего лишь игру от Atari или Intellivision?», отмечая, что «в отличие от игрушек у него есть настоящая клавиатура» и на нем «также хорошо работают игры». В собственности у Commodore был изготовитель микросхем MOS Technology. Это позволило производить интегральные схемы внутри компании, благодаря чему компания могла снижать цены на компьютеры VIC-20 и Commodore 64 намного значительнее, чем конкуренты.
«Я работаю в сфере розничных продаж более 30 лет, и я никогда не видел, чтобы товары какой-то категории вставали на путь саморазрушения», — сказал руководитель сети Service Merchandise в интервью газете The New York Times в июне 1983 года. Ценовая война была настолько ожесточенной, что в сентябре CEO компании Coleco Арнольд Гринберг (англ. Arnold Greenberg) мог лишь приветствовать слухи о грядущем выходе на рынок домашнего компьютера IBM Peanut, поскольку, хоть IBM и была конкурентом, это — «компания, которая знает, как зарабатывать деньги». «Я смотрю в прошлое компьютерных игр на год или два», — добавил Гринберг, — «как бы было хорошо, если бы зарабатывало большинство, а не лишь единицы». Компании уменьшили производство в течение года из-за низкого спроса, несмотря на то, что цены оставались низкими. Это создало дефицит, когда в предрождественский период продажи неожиданно выросли. В это время широкодоступным оставался только Commodore 64. По оценкам, перед Рождеством было продано более 500 тыс. компьютеров. Компьютер 99/4A стал для Texas Instruments столь большим провалом, что акции компании выросли на 25 % после сообщений о снятии компьютера с производства и уходе компании с рынка домашних компьютеров в конце 1983 года. Сеть магазинов JCPenney в декабре 1983 года объявила о том, что перестанет продавать компьютеры в ближайшее время из-за сочетания проблем с поставками и низких цен.
В том же году Гатмен писал: «Консольные игры были официально мертвы, а компьютеры — горячи». Он переименовал свой журнал в Computer Games в октябре 1983 года, однако он «заметил, что слово „игры“ (англ. games) стало ругательством в прессе. Мы начали заменять его словом „симуляции“ (англ. simulations) как можно раньше». «Вскоре началось резкое падение цен на компьютеры… Внезапно все стали говорить, что компьютеры — дань моде, очередной хула-хуп». Последний выпуск журнала Computer Games вышел в конце 1984 года. В 1988 году основатель журнала Computer Gaming World Расселл Сайп (англ. Russell Sipe) заметил, что «кризис аркадных игр 1984 года утянул за собой большую часть журналов о компьютерных играх». Также он отметил, что «к зиме 1984 года продолжали существование лишь несколько журналов о компьютерных играх», а к лету 1985 года Computer Gaming World «был единственным оставшимся четырехцветным журналом о компьютерных играх».

### Инфляция
Игровая индустрия США активно лоббировала в Вашингтоне уменьшение размера монеты достоинством в 1 доллар до размера примерно равному монете в 25 центов, указывая на инфляцию (в начале 1980-х годов покупательная способность доллара США упала приблизительно на треть), существенно снизившую их рентабельность. Аркадные автоматы, имевшие в то время распространение в Японии, принимали монету в 100 йен, что соответствовало 1 доллару. Этот фактор ветеран отрасли Марк Серни назвал одним из поддержавших стабильность японской игровой индустрии в то время.

## Последствия кризиса

### Прямой эффект
Выпуск большого количества игр в 1982 году переполнил рынок. Большинство магазинов испытывало нехватку площадей для хранения новых игр и приставок. Ввиду этого, магазины начали возвращать невостребованные игры издателям, однако у издателей не было ни других продуктов на замену, ни свободных средств для выплаты возмещений. Многие издатели, например, Games by Apollo и U.S. Games быстро закрылись. Не имея возможности вернуть невостребованные игры прекратившим существование издателям, магазины стали выделять названия игр и перемещать их на полки распродаж, а также включили их в акционные каталоги. Недавно выпущенные игры по изначальной цене в 35 долларов (92 долл. в ценах 2018) на распродажах продавали за 5 долларов (13 долл. в ценах 2018).
Существование на рынке сторонних продавцов размывало долю на рынке, занимаемую производителями приставок. Доля Atari на рынке игровых картриджей уменьшилась с 71 % в 1981 году до менее 40 % в 1982 году, что имело негативный эффект на финансах компании. Распродажи некачественных игр также отрицательно сказывались на продажах более успешных сторонних компаний типа Activision, поскольку уцененные игры привлекали неинформированных пользователей сильнее, нежели качественные. К июню 1983 года рынок более дорогих игр схлопнулся окончательно и был заменен рынком поспешно выброшенных на рынок малобюджетных игр. Крэйн отметил, что «эти ужасные игры, продаваемые со скидками, наводнили рынок и уничтожили бизнес компьютерных игр».
Это привело к мощной встряске всей индустрии. Magnavox окончательно ушла из бизнеса компьютерных игр. Imagic отменила IPO за день до того, как акции компании должны были начать публичное обращение. Вскоре компания перестала существовать. Activision, чтобы оставаться конкурентоспособной и финансово устойчивой, переключилась на разработку игр для персональных компьютеров. В течение нескольких лет компания вообще не производила игры в формате картриджа, полностью сконцентрировавшись на персональных компьютерах.

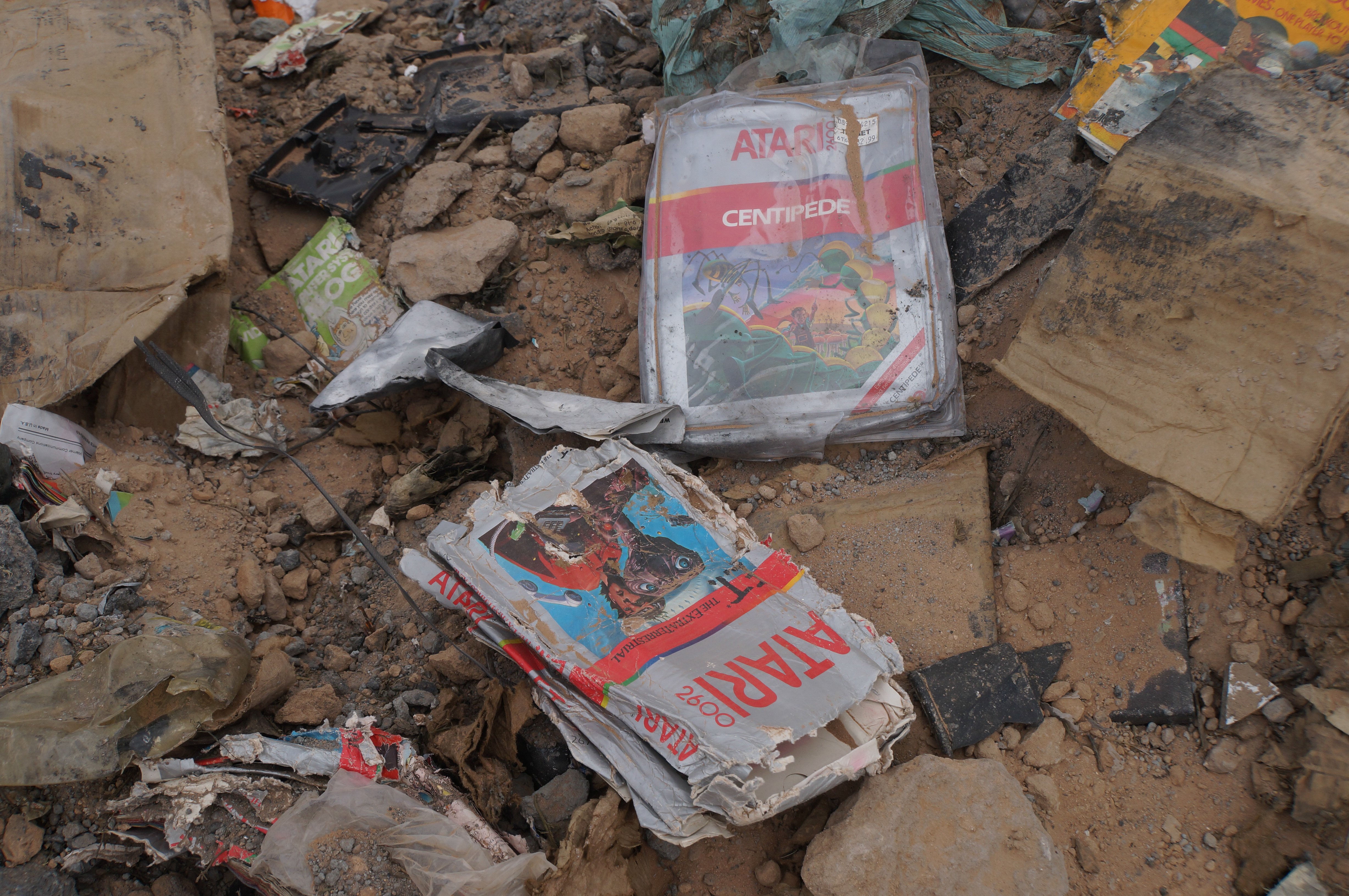
Фрагменты коробок картриджей, извлеченных во время раскопок на свалке в Аламогордо, Нью-Мексико в 2014 году. Различимы фрагменты игр E.T., Centipede и другие материалы, имеющие отношение к Atari

Atari была наиболее пострадавшей финансово компанией. Ввиду обвального снижения продаж и стоимости возвращенной продукции доходы компании резко упали. К середине 1983 года компания потеряла 356 млн долларов и была вынуждена сократить 3000 из 10 000 своих работников. Нераспроданные игры Pac-Man, E.T. the Extra-Terrestrial и другие игры и приставки, произведенные в 1982 и 1983 годах, начали заполнять склады компании. В сентябре 1983 года компания приняла решения тайно захоронить складские излишки на свалке вблизи города Аламогордо, штат Нью-Мексико, однако компания никак не комментировала в то время эти действия. Неточная информация в отношении продаж Pac-Man и E.T. привела к появлению городской легенды о том, что захоронению подверглись миллионы нераспроданных картриджей. Исследователи истории компьютерных игр в 2014 году получили разрешение на проведение раскопок на городской свалке для съемок документального фильма. Во время проведения раскопок Джеймс Хеллер (англ. James Heller) из бывшего руководства Atari, под наблюдением которого происходило захоронение, пояснил, что в 1982 году всего было захоронено 728 000 картриджей. Это было подтверждено оценками, данными при раскопках, и уменьшило масштаб захоронения относительно городской легенды. Захоронение игр Atari стало символом кризиса индустрии компьютерных игр 1983 года. К концу 1983 года убытки компании составляли 536 млн долларов, что стало причиной того, что Warner Communications продала компанию Джеку Трэмиелу из Commodore в июле 1984 года. В результате Atari начала прикладывать усилия к разработке собственной линейки персональных компьютеров, получивших название Atari ST, вместо игровых приставок.
Утрата доверия к сектору компьютерных игр привела к тому, что многие продавцы перестали продавать игровые приставки или значительно уменьшили их предложение, перераспределяя место на полках в пользу других продуктов. Это стало наиболее существенным препятствием, с которым столкнулась Nintendo при попытке вывести на рынок США приставку Famicom. Нежелание продавцов связываться с компьютерными играми вынудило Nintendo переименовать свою приставку в «Развлекательную систему» (англ. Entertainment System), использовать термины типа «пульт управления» (англ. control deck) и «упаковка с игрой» (англ. Game Pak), а также изготавливать игрушку-робота под названием R.O.B. для того, чтобы убедить продавцов игрушек позволить продукции компании занять место в магазинах. Более того, в конструкции «Развлекательной системы Nintendo» (англ. Nintendo Entertainment System, NES) использовалась загрузка картриджа через лицевую панель, очень похожая на популярную в то время систему загрузки кассет в видеомагнитофон, для максимального дистанцирования NES от приставок более ранней конструкции.
Кризис также повлиял на бизнес залов игровых автоматов, «золотой век» которых начался после выхода игры Space Invaders в 1978 году, однако в 1982 году этот бизнес переживал спад, ввиду широкого распространения домашних игровых приставок, отсутствия новых оригинальных игр и привлечения внимания к подростковой преступности вокруг залов компьютерных аркадных игр. Несмотря на то, что количество залов компьютерных аркадных игр удвоилось с 1980 по 1982 год, достигнув количества в 10 000 залов, кризис привел к закрытию примерно 1500 из них, а доходы оставшихся уменьшились на 40 %.
Полный эффект от кризиса индустрии не ощущался до 1985 года. Несмотря на заявление Atari о продаже 1 млн систем Atari 2600 за этот год, восстановление шло медленно. Продажи домашних компьютерных игр упали с 3,2 млрд в 1982 году до 100 млн долларов в 1985 году. Аналитики сомневались в долгосрочной рыночной перспективе компьютерных игр, однако после выхода на рынок NES индустрия начала восстановление, и годовые продажи игр превысили 2,3 млрд долларов к 1988 году, причем 70 % рынка контролировала Nintendo. В 1986 году президент Nintendo Хироси Ямаути отметил, что «Atari рухнула, потому что они дали слишком много свободы сторонним разработчикам, что превратило рынок в болото из мусорных игр». В свою очередь Nintendo ограничила количество игр, которые сторонние разработчики могли выпускать в год для их системы, и ввела так называемую «Печать качества» (англ. Seal of Quality), которую издатели могли наносить только на те игры и периферию, которые соответствовали стандартам качества Nintendo.
Завершение кризиса позволило компании Commodore поднять цены на компьютер Commodore 64 в первый раз, ввиду представления в июне 1986 года модели Commodore 64C, который представлял собой Commodore 64 с упрощенной для снижения себестоимости конструкцией, на что журнал Compute! указал как на завершение ценовых войн между домашними компьютерами — одной из причин кризиса.

### Долговременный эффект
Основной эффект кризис оказал в США, однако пострадали все сектора глобального рынка компьютерных игр. Тем не менее продажи компьютерных игр от пострадавших компаний из США по-прежнему показывали хорошие значения в Японии, Европе и Канаде. Восстановление индустрии в США происходило в течение нескольких лет. По оценкам, рынок объемом 42 млрд долл. в 1982 году (включая приставки, аркадные автоматы и персональные компьютеры) сжался до 14 млрд в 1985 году, причем в последующие годы произошло смещение интереса пользователей с аркадных автоматов и приставок к программному обеспечению для персональных компьютеров.
После кризиса были внесены изменения в модель распространения приставки Famicom в Северной Америке, где она стала продаваться как NES. При этом сама по себе приставка была видоизменена так, чтобы быть похожей на что угодно, но не на приставку. Nintendo хотела, чтобы приставка выглядела более похожей на обычную домашнюю технику типа видеомагнитофонов, что не соответствовало назначению приставки. Компания боялась излишней осторожности людей после произошедших событий и того, что люди могут не захотеть иметь дома игровую приставку. Компания приложила усилия для того, чтобы избегать слов типа «компьютерная игра» или «программное обеспечение» при отсылках к приставке. Внешний вид приставки помогает людям в создании ассоциации между 8-битными и классическими играми.
В 1984 году долгосрочные эффекты кризиса стали сказываться на рынке игровых приставок. Компании Magnavox и Coleco приняли решение покинуть индустрию компьютерных игр. При столь сильном снижении продаж бизнес не мог окупаться, и компании стали покидать бизнес. В это время все соглашались с тем, что компьютерные игры были скоротечным переходящим увлечением. Однако вне США индустрия компьютерных игр была в весьма хорошем состоянии. Игровые приставки набирали популярность в Японии, тогда как в Европе наблюдался значительный рост домашних компьютеров.
Продажи в США упали с 3 млрд в 1982 году до 100 млн в 1985 году. Несмотря на спад, в 1985 году были образованы и вышли на рынок такие компании как Westwood Studios, Codemasters и Square. Все эти компании в будущем создадут различные определяющие жанры игры. В предрождественский период 1985 года Хироси Ямаути принял решение посетить небольшие рынки Нью-Йорка для проведения переговоров о поставках приставки в эти магазины. Минору Аракава предложил гарантию возврата средств от Nintendo, которую компания выплатит в случае, если останутся какие-либо нераспроданные остатки. Продажи составили 50 000 шт., половина из которых пришлась на США.

#### Японское доминирование
В США кризис имел два долговременных последствия. Первым из них была смена доминирующего положения на рынке домашних игровых приставок от разработчиков из США к разработчикам из Японии. Кризис не оказал существенного влияния на финансовую стабильность рынка компьютерных игр в Японии. Однако здесь он также стал неожиданностью и привел к изменениям в индустрии, и потому стал известен в Японии как «Atari-шок».
По мере развития кризиса в США, в японской индустрии компьютерных игр наметился переход от аркадных игр к домашним приставкам. В 1983 году в течение одного месяца на японский рынок были выпущены три игровые приставки: Nintendo Famicom (будет выпущена на западные рынки через два года как NES), SG-1000 от Sega и гибридная система компьютера и приставки MSX от японского подразделения Microsoft. Все они относятся к третьему поколению игровых систем. Эти приставки стали чрезвычайно популярными, благодаря экономическому пузырю в Японии. Их продажи в количественном выражении превысили продажи существовавших систем от Atari и Mattel. Поскольку последние прикладывали основные усилия к восстановлению продаж в домашнем регионе, японские игровые приставки в течение нескольких лет не имели существенной конкуренции. В 1986 году, через 3 года после представления, 6,5 млн домохозяйств в Японии (или 19 % населения) обладали приставкой Famicom, тогда же Nintendo начала экспортировать свою продукцию в США, где индустрия консольных игр только начинала восстанавливаться от кризиса. В 1987 году приставка NES в Северной Америке обрела большую популярность.
К концу 1980-х годов, когда рынок компьютерных игр в США восстановился от кризиса, NES с большим отрывом доминировала на рынке игровых приставок, оставив лишь долю рынка восстанавливающийся Atari. К 1989 году рынок домашних компьютерных игр в США достиг 5 млрд долларов, превзойдя пик предыдущего поколения игровых систем в 3 млрд, достигнутый в 1982 году. Большую часть рынка контролировала Nintendo: компания продала более 35 млн единиц продукции в США, превосходя с большим запасом продажи других игровых приставок и персональных компьютеров. На рынке США конкуренцию Nintendo оказывали другие японские компании: Sega с приставкой Sega Genesis, выпущенной в 1989 году, и NEC с приставкой TurboGrafx-16, выпущенной в том же году.

#### Влияние на сторонних разработчиков
Вторым хорошо заметным последствием кризиса стало усиление мер по контролю над программным обеспечением от сторонних разработчиков. Создание секретности как средства против промышленного шпионажа не смогло предотвратить обратную разработку систем Mattel и Atari, а также переманивание опытных программистов. Если Mattel и Coleco внедрили меры блокировки в целях контроля над сторонним программным обеспечением (например, BIOS приставки ColecoVision при включении проверял наличие строк с указанием авторских прав), то приставка Atari 2600 была абсолютно незащищена и, как только информация об аппаратом обеспечении системы стала доступной, мало что могло предотвратить появление сторонних игр для нее. Ввиду этого, Nintendo установила жесткие правила лицензирования для приставки NES, что включало установку в приставки и картриджи уникальных для каждого региона микросхем блокировки, которые для запуска игры должны соответствовать. В дополнении к этому в целях борьбы с распространением нелицензированных игр, ее приставки были разработаны с учетом борьбы с компьютерным пиратством, редкой проблемой в Северной Америке или Западной Европе, но сильно распространенной в Восточной Азии.
Компания Accolade преуспела в судебном процессе против Sega, пытаясь противостоять этому контролю, но даже после этого компания в конечном итоге подчинилась требованиям Sega и заключила лицензионное соглашение. Некоторые издатели, из заметных — Tengen (Atari Games), Color Dreams (Wisdom Tree) и Camerica, бросали вызов системе контроля Nintendo во время эпохи 8 бит, выпуская нелицензированные игры для NES. Элементы подобного рода систем контроля продолжают использоваться каждым крупным производителем игровых приставок и в современности, несмотря на существенно меньшее количество доступных на рынке систем, основанных на картридже, нежели во времена эпох 8 и 16 бит. В большинстве современных приставок вместо микросхем безопасности используются особым образом закодированные оптические диски, которые не могут быть скопированы большинством пользователей, и могут быть прочитаны только на конкретных приставках при нормальных условиях.
Nintendo ввела ограничение для большинства сторонних издателей, установив возможность выпуска не более пяти игр в год для систем компании. Некоторые издатели обходили это ограничение, создавая дополнительные торговые марки, как, например, Ultra Games от Konami. Nintendo отказалась от этого правила в 1993 году с выпуском приставки Super NES. Также требовалось, чтобы все картриджи производились силами самой Nintendo, причем до начала производства требовалась предоплата в полном объеме. Возврат картриджей Nintendo был невозможен, ввиду чего издатели должны были оценивать все финансовые риски, связанные с возможностью продать весь заказанный объем. В результате этого некоторые издатели потеряли больше денег, чем заработали на продаже игр из-за посредственных продаж складских остатков в конце жизненного цикла NES.
В представлении Nintendo эти меры были направлены на защиту общества от некачественных игр, ввиду чего на все лицензированные игры для систем компании наносилась «Золотая печать качества Nintendo». Кроме того, Nintendo использовала проприетарную микросхему блокировки 10NES, которая предназначалась для защиты от запуска картриджей без наличия такой микросхемы. Работа 10NES не была безупречной, и в более поздний период жизненного цикла NES был найден способ его обхода, однако 10NES позволил Nintendo в значительной степени усилить издательский контроль для возможности избежать ошибок, допущенных Atari. Жёсткая политика лицензирования впоследствии имела негативный эффект, когда компания получила обвинение в неконкурентном поведении. В долгосрочной перспективе это побудило многих сторонних издателей вроде Electronic Arts на поиск альтернатив системам Nintendo, вследствие чего они поддерживали конкурирующие приставки, такие как Sega Genesis и PlayStation. Большинство средств контроля над платформой было в менее строгом виде адаптировано другими производителями игровых приставок, например, Sega, Sony и Microsoft.

#### Рост игр для компьютеров
По мере снижения интереса к игровым приставкам в США рынок игр для компьютеров смог получить точку опоры в 1983 году и в дальнейшем. Разработчики, ранее занятые в сегменте игр для приставок, такие как Activision, для сохранения конкурентоспособности перешли к разработке игр для компьютеров. Вновь основанные компании также стремились воспользоваться растущим интересом к играм для компьютеров, используя новаторские элементы, заимствованные из игр для приставок, а также использовали преимущества недорогих телефонных модемов, благодаря которым становилась возможной многопользовательская игра.